# Tébaram
Tébaram est une localité et une commune rurale du Niger du département de Tahoua, région de Tahoua.

## Géographie
Tébaram est située sur la route nationale 25, à 90 km à l'ouest du chef-lieu régional Tahoua.
|       | Tillia   | Takanamat |
| Sanam | Tébaram  | Bambèye   |
|       | Bagaroua |           |

## Histoire
Le nom de lieu Tébaram est dérivé du mot Tamascheq tabaremte, qui désigne une plante étalée dans le Sahel. Le village de Tébaram est fondé au XVIe siècle par des membres des groupes ethniques Gobirawa et Goubawa de la région de Tillabéri. 
La commune rurale de Tébaram est issue de la partie occidentale du canton de Bambèye lors de la réforme administrative nationale de 2002..

## Population
Lors du recensement général de 2012, la population communale est relevée à 52 293 habitants. La localité compte 4 956 habitants en 2012.

## Services et infrastructures
- Collège d'enseignement général (CEG) à Tébaram,
- Centre de formation aux métiers (CFM) de Tébaram.

## Cultes
- Mosquée de Chiguina Wane

## Économie
La commune se situe dans la zone agropastorale.